# Flugplatz Schwaighofen

i7
i11
i13
Der Flugplatz Schwaighofen ist ein ehemaliger Militär- und Zivilflugplatz. Der Flugplatz lag südöstlich von Neu-Ulm. Die Landebahn befand sich südlich der Von-Liebig-Straße, ungefähr zwischen dem heutigen Postverteilzentrum im Osten und dem Lise-Meitner-Ring im Westen.

## Geschichte

### Deutsche Nutzung bis 1945
Die einen Zeitraum von knapp 70 Jahren überspannende fliegerische Nutzung des Flugplatzes Schwaighofen begann im Sommer 1930, als hier ein Notlandeplatz eingerichtet wurde. Noch im selben Jahr fand hier ein erster Flugtag statt.
Im Zuge der deutschen Hochrüstung im Vorfeld des Zweiten Weltkriegs übernahm die zwei Jahre zuvor offiziell aufgestellte Luftwaffe den bis dahin zivil genutzten Flugplatz.
In der Folge baute sie ihn zu einem Fliegerhorst II. Ordnung aus. Als Truppenunterkünfte auf dem Fliegerhorst Neu-Ulm/Schwaighofen dienten sowohl Baracken direkt auf dem Flughafen-Areal als auch Gebäude auf der zeitgleich stadteinwärts entstandenen Reinhardt-Kaserne (heute Polizei und Finanzamt). Der militärische Flugbetrieb wurde im Herbst 1939 aufgenommen. Der Platz wurde zunächst nur gelegentlich von verschiedenen Kampfgeschwadern genutzt. Im Mai 1940 trafen hier die He 111P der II. Gruppe des Kampfgeschwaders 55 (II./KG 55) ein und flogen von Neu-Ulm aus im Rahmen des Westfeldzuges der Wehrmacht drei Wochen Angriffe über Frankreich.
In den folgenden Jahren wurde Schwaighofen dann hauptsächlich zur Flugschulung durch Flugzeugführer- und Luftkriegsschulen verwendet. In der zweiten Julihälfte 1944 war die mit Fw 190A ausgerüstete IV. Gruppe des Jagdgeschwaders 3 (IV./JG 3) für zehn Tage als Einsatzverband in Neu-Ulm stationiert, und im September 1944 war der Flugplatz Ziel schwerer alliierter Luftangriffe. In den letzten Kriegswochen lagen hier von März bis Mitte April 1945 nochmals Fw 190-Jagdbomber der 11. Staffel des Schlachtgeschwaders 151(11./SG151).

### Nutzung durch die US-Streitkräfte nach 1945
Der Flugplatz wurde von 1951 bis 1983 von der United States Army als Ulm Army Airfield bezeichnet. Die US Army reaktivierte den Flugplatz im Frühjahr 1952 und nutzte ihn vorwiegend für den Einsatz von Helikoptern. 

### Zivile Nutzung
Hiesige Luftsportvereine durften das Areal später mitbenutzen. 
Im Jahr 1997 wurde der Beschluss gefasst, den Flugplatz zu schließen, und der Luftsport musste daher eingestellt werden.